# Folle blanche

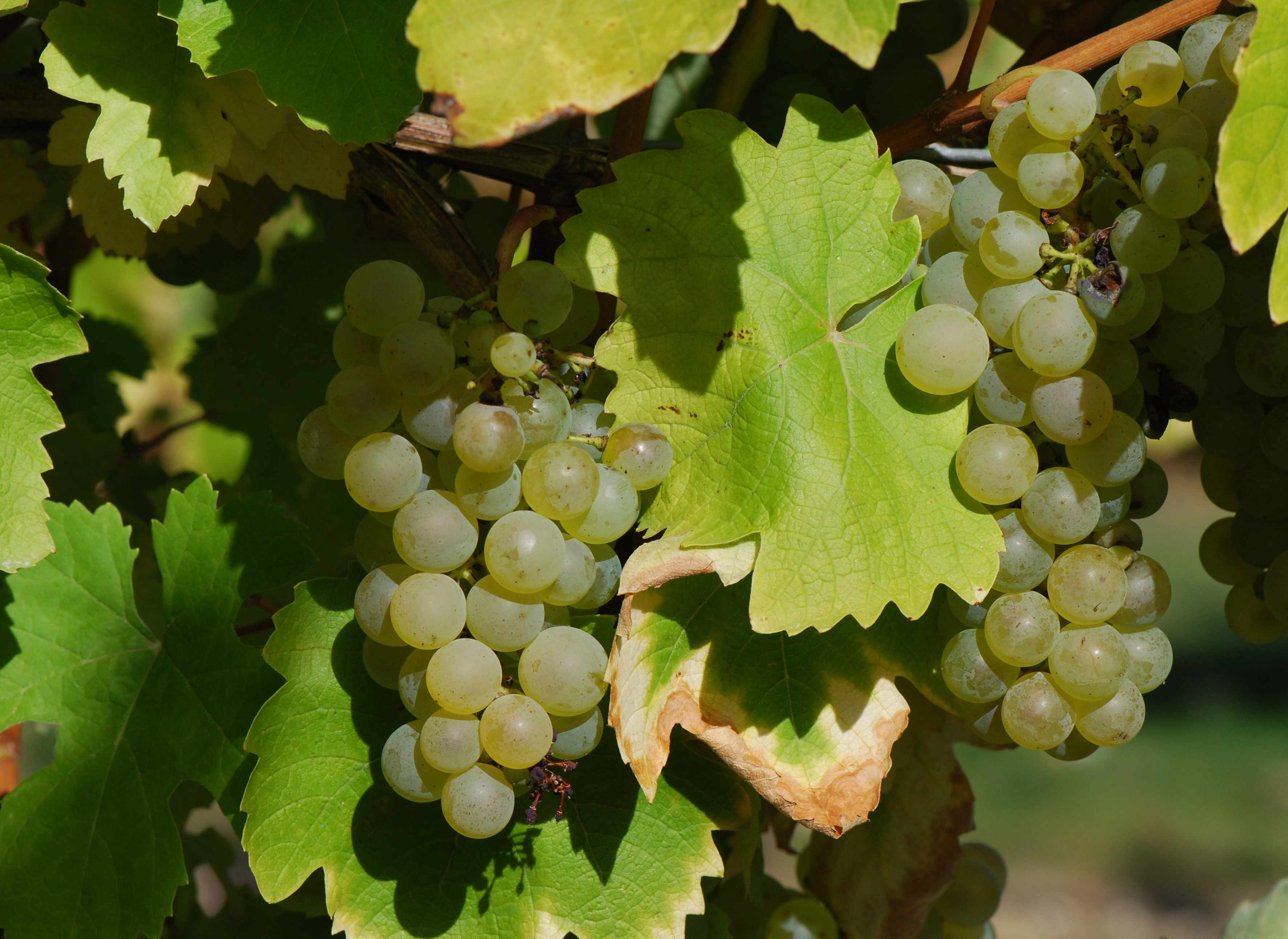
Folle blanche-druif

De folle blanche is een Franse witte druivensoort uit het westen van dat land met een heel hoge zuurgraad.

## Geschiedenis

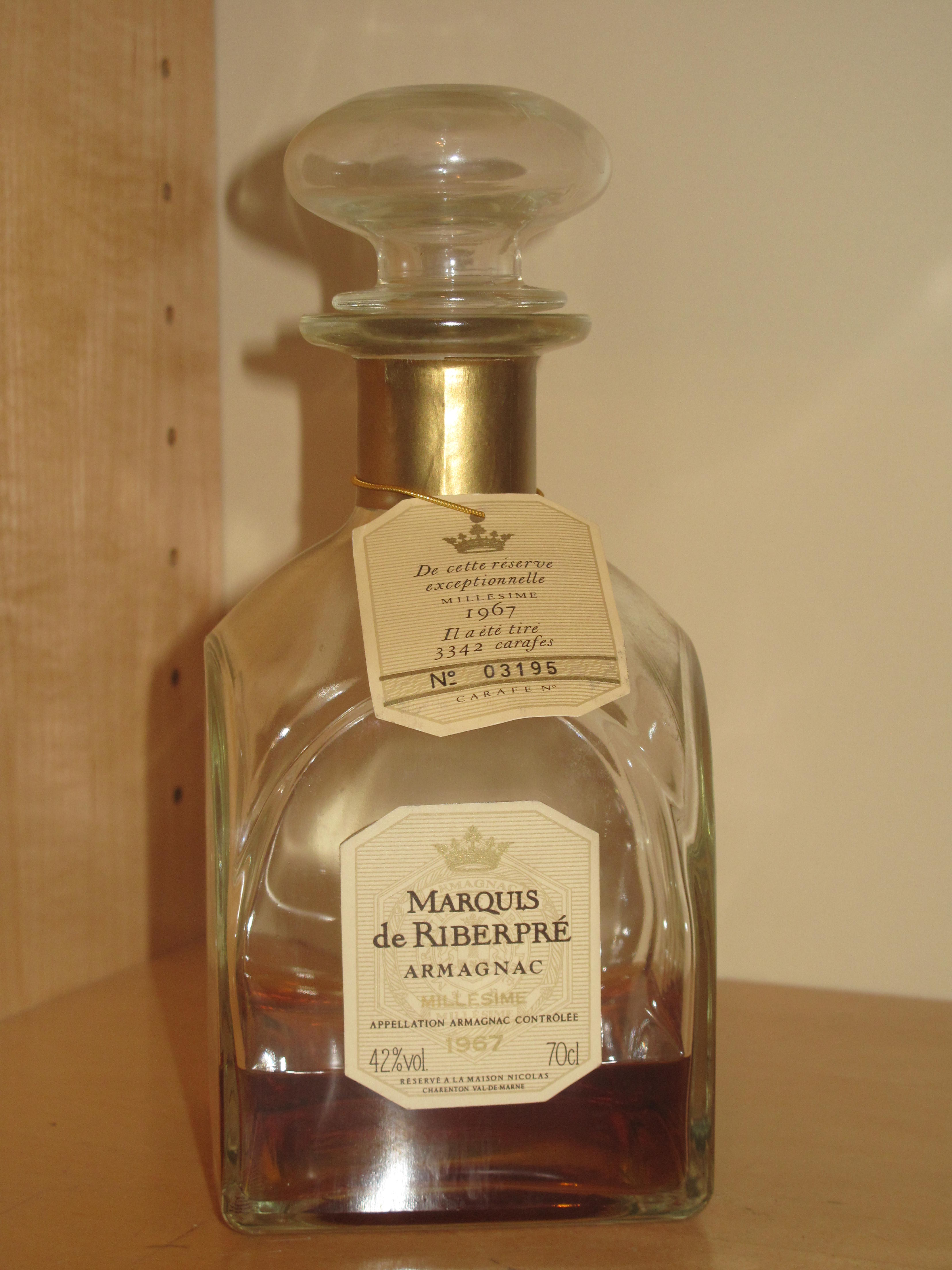
Armagnac uit 1967

Deze druif werd voor het eerst genoemd in 1696 in Chérac, een dorpje in de Charente-Maritime, waar het van oudsher werd gebruikt voor de productie van cognac en armagnac. De naam folle wijst waarschijnlijk op de krachtige groei en hoge opbrengst die de wijnstokken weten te genereren. De betekenis van het synoniem gros plant laat ook niets aan duidelijkheid over, namelijk grote wijnstok. DNA-onderzoek heeft uitgewezen dat een van ouders in ieder geval de Gouais Blanc is. Aangezien ook de verwantschap is aangetoond met de Jurançon Blanc, wordt duidelijk dat de oorsprong van deze variëteit te vinden is in de Gers in het zuidwesten van Frankrijk. Van daar uit verspreidde het zich naar de Charente en later naar de regio rond Nantes aan de Atlantische Oceaan. Deze druif is geen kleur-mutatie van de Jurançon Noir of de Fuella Nera, die bieden vaak folle worden genoemd. De folle blanche werd gebruikt om de Baco Blanc, de Baco Noir en de Folignan te kweken. 

## Kenmerken
Zeer vruchtbare en productieve druif, die een vroege bloei kent en dus gevoelig is voor nachtvorst. Vanwege het feit dat de druiven dicht op elkaar groeien heeft deze soort last van botrytis en in mindere mate van valse meeldauw en mijten.
De wijn heeft een zéér hoge zuurgraad en wordt daarom als cépage niet of nauwelijks gebruikt. In het zuidwesten is dat anders, want daar wordt deze druif nog mondjesmaat gebruikt in de basiswijn voor het maken van cognac en armagnac. 

## Gebieden
Vandaag de dag komt deze druif nog voor in een aantal departementen van de Loire en in het zuidwesten van Frankrijk alhoewel het aantal hectares sterk is teruggelopen: van bijna 16.000 in de jaren 50 van de 20e eeuw tot nog maar 1700 in 2009. Dit komt voornamelijk omdat dit ras vervangen wordt door de baco blanc, die veel minder gevoelig is voor allerlei ziektes. Zeer kleine plantages komen voor in Spanje en Californië.

## Synoniemen[1]
- Amounedat
- Bordelais
- Bouillon
- Burageat
- Came braque
- Camobraque
- Canut
- Canut du Lot et Garonne
- Chalosse blanche
- Chalot
- Dame blanc
- Dame blanche
- Damery
- Dolcetto
- Engreat blanc
- Enrachet

- Enrage
- Enrageade
- Enrageat
- Enrageat blanc
- Feher folle
- Fol
- Fol belyi
- Folle bijeli
- Folle de Bordeaux
- Folle girondine
- Fou
- Fütterer
- Grais
- Grais bouillon
- Gros meslier
- Gros Plant

- Grosse blanquette
- Grosse chalosse
- Matza zuri
- Mendic
- Mendik
- Mondic
- Petit verjus
- Pic pouille blanc
- Picpouille
- Picpoul
- Picpoule
- Picpoult d'Armagnac
- Picpout
- Piquepouille
- Piquepoul

- Piquepoul du Gers
- Piquepoult
- Piquepout
- Plant de dame
- Plant de madame
- Plant de madone
- Pochelle blanche
- Rebauche
- Rochelle blanc
- Rochelle blanche
- Rochelle verte
- Roumain
- Taloche du Lot
- Talosse
- Ugne blanche